# Hapeville (Géorgie)
Hapeville est une ville américaine située dans le Comté de Fulton, en Géorgie. Selon le recensement de 2020, sa population est de 6 553 habitants.